# Храм Петра і Павла (Ніжин)
Храм святих апостолів Петра і Павла — храм Римо-Католицької церкви у Ніжині.

## Історія
У Ніжині, Чернігівської області Римсько-католицька парафія Святих апостолів Петра і Павла існувала від XIX століття. Був побудований чудовий храм у готичному стилі присвячений покровителям парафії — святим апостолам Петру та Павлу. Під час переслідувань після Жовтневої революції частина парафіян була репресована, а сам храм знищено у 1948 році.
Парафія відновила свою діяльність у 1998 р. Ніжинська парафія належить до Києво-житомирської дієцезії. Душпастирську роботу вели тут місіонери облати із Чернігова (120 км від Ніжина). Від 2001 р. по 2003 парафію ніжинську обслуговували облати з Києва (150 км). Від вересня 2006 року парафія має свого настоятеля.
Громада зростала, тому у 2000 році парафіяни приступили до підготовки будівництва храму. Придбали ділянку для будівництва храму в центрі міста. На початку квітня 2007 р. розпочато будівництво храму «Святих апостолів Петра та Павла».